# كنيسي
كنيسي هي قرية في مقاطعة أرومية، إيران. يقدر عدد سكانها بـ 171 نسمة بحسب إحصاء 2016.